# Дронов Микита Дорофійович
Микита Дорофійович Дронов (1900–1961) — учасник німецько-радянської війни, командир 170-го гвардійського стрілецького полку 57-ї гвардійської стрілецької дивізії 8-ї гвардійської армії 1-го Білоруського фронту, гвардії підполковник. Герой Радянського Союзу.

## Життєпис
Народився 14 вересня 1900 року у селі Гамаліївка Російської імперії, нині Лохвицького району Полтавської області України, у бідній селянській родині. Українець.
Учасник Громадянської війни. У 1918 році пішов добровольцем до Червоної армії. Службу проходив у Моздоцькому караульному батальйоні. Брав участь у розгромі збройних банд на околицях Моздока та Владикавказа. Пізніше служив у Закавказькому військовому окрузі, де брав активну участь у формуванні Кутаїського й Ленінаканського полків. Член ВКП(б)/КПРС з 1921 року.
Німецько-радянська війна застала Дронова слухачем курсів удосконалення політскладу у Москві. Незабаром його призначили військовим комісаром Навчального центру з підготовки партизанів-підривників. Дронов проявив хороші здібності з організації партизанського руху — нерідко вилітав у тил супротивника й особисто керував діяльністю народних месників.
У грудні 1943 року він, закінчивши Центральні курси «Постріл», призначається командиром стрілецького полку до 8-ї гвардійської армії, яка проявила себе в боях під стінами Сталінграда. Великий і славний шлях пройшов полк Дронова. У лютому 1944 року війська 3-го Українського фронту вели наступальну операцію з метою звільнення Криворіжжя та Нікополя. Полк Дронова наступав у напрямку головного удару. Артилеристи й мінометники, стрілки і кулеметники полку діяли настільки стрімко, що гітлерівці не встигали займати проміжні оборонні рубежі. Гвардійці Дронова за 8 днів наступу просунулися на 160 кілометрів, з ходу форсували водні перешкоди Кам'янка та Інгулець, звільнили десятки населених пунктів і захопили багаті трофеї. При підведенні підсумків цих боїв командування писало, що Дронов «в бойових операціях у складних умовах обстановки приймає правильні рішення. Особисто в бою поводиться холоднокровно і стримано». За поданням командувача 3-м Українським фронтом генерала армії Р. Я. Малиновського командир полку Микита Дорофійович Дронов нагороджений полководницьким орденом Суворова III ступеня.
У травні 1944 року війська 3-го Українського фронту форсували річку Дністер у районі Тирасполя і зайняли плацдарм на західному березі цієї річки. Гітлерівці докладали всіх зусиль, щоб повернути втрачені позиції. Контратаки відбуваються одна за іншою. Треба було за будь-яку ціну утримати плацдарм. І плацдарм було збережено до підходу головних сил фронту. Командування повідомляло, що 170-й гвардійський стрілецький полк стійко і мужньо вів оборонні бої, відбив понад 45 лютих атак значних сил піхоти і танків ворога. Це було досягнуто завдяки «правильній організації жорсткої оборони і вмілому використанню усіх вогневих засобів». Командира полку нагороджено орденом Червоного Прапора.
У серпні 1944 року 8-ма гвардійська армія 1-го Білоруського фронту вступила на територію Польщі. Командир 170-го гвардійського стрілецького полку підполковник М. Д. Дронов повинен був переправитися зі своїм полком через річку Віслу і закріпитися на протилежному березі. Форсування цієї багатоводної річки, за якою пролягали потужно укріплені ворожі рубежі, почалося пізно вночі. До світанку полк на чолі з М. Д. Дроновим був на протилежному березі річки. Його бійці в районі населеного пункту Магнушев (на південь від Варшави) захопили плацдарм і міцно закріпилися на ньому. Гітлерівці чинили сильний опір і відразу ж почали контратаку. У завзятому бою полк вибив противника з лінії оборони і зайняв три великих населених пункти. При цьому знищено і захоплено в полон до 350 гітлерівців і як трофеї взято три знаряддя і дванадцять кулеметів. За вміле керівництво полком при форсуванні Вісли, героїзм і мужність, проявлені при управлінні наступним боєм, указом Президії Верховної Ради СРСР підполковнику М. Д. Дронову 24 березня 1945 року присвоєно високе звання Героя Радянського Союзу.
Полк продовжував переможний шлях вперед, звільнивши землю і вступивши на територію гітлерівської Німеччини. Головне завдання 57-ї дивізії, у складі якої перебував 170-й стрілецький полк під командуванням М. Д. Дронова, полягала у прориві потужно укріпленої смуги оборони німців і оволодінні районом Альт-Тухебанд, надалі дивізії належало перерізати залізницю і заволодіти ділянкою автостради в районі Ной-Тухебанд. Уранці 16 квітня слідом за вогневим валом, трощачи ворога, кинулася вперед піхота. Танки прикрили її своєю бронею. Розгорявся запеклий бій. До 16 години 170-й гвардійський прорвав першу позицію супротивника і, заволодівши кількома будинками на південно-східній околиці Альт-Тухебанд, зав'язав важкий бій у цьому великому опорному пункті. Німці чинили виключно запеклий опір. Наступ піхоти було затримано. Радянські війська мали великі втрати в живій силі та техніці і були змушені закріпитися на захоплених рубежах. Німці безперервно контратакували, кинувши на цю ділянку значні сили. Авіація і артилерія супротивника вели згубний вогонь по розташуванню радянських військ. Обстановка в смузі дивізії склалася дуже важка. Письменник М. П. Смакотін у своїй книзі «Від Дону до Берліну» пише:

«У цих боях особливо відзначився 170-й гвардійський стрілковий полк під командуванням Героя Радянського Союзу гвардії підполковника Микити Дорофійовича Дронова. Для оборони Берліна гітлерівцями було зосереджено десятки дивізій, багато окремих полків, бригад, різних загонів і груп, усі резервні частини. Та це були останні зусилля перед катастрофою. Ні потужно укріплені вали й укріплення, ні нашвидкоруч сколочені дивізії, ні зведені загони поліції — ніщо вже не могло допомогти Гітлеру. Гвардійці 170-го полку 57-ї гвардійської дивізії 18 квітня, розвиваючи наступ, вийшли на південно-західну околицю Герльсдорфа. У запеклих боях вони захоплювали будинок за будинком, а в будинку — поверх за поверхом. Всі нестримно рвалися до Рейхстагу».

170-му гвардійському стрілецькому полку за відмінні бойові дії при заволодінні столицею фашистської Німеччини — містом Берліном — наказом Верховного Головнокомандувача від 11 червня 1945 року було присвоєно найменування «Берлінський». У День Перемоги на грудях М. Д. Дронова поруч із Золотою Зіркою сяяли два ордени Леніна, три ордени Червоного Прапора, ордени Червоної Зірки і Суворова, багато медалей. Герой також нагороджений орденами і медалями Польської Народної Республіки.
Після закінчення війни гвардії полковник М. Д. Дронов працював військовим комісаром військкомату міста Баку.
Помер Микита Дорофійович 12 березня 1961 року, похований у Баку.

## Нагороди та звання
- Герой Радянського Союзу. Указ Президії Верховної Ради СРСР від 24 березня 1945 року :
  - Орден Леніна,
  - Медаль «Золота Зірка» № 5171.
- Орден Леніна.
- Орден Червоного Прапора. Указ Президії Верховної Ради СРСР від 3 листопада 1944 року.
- Орден Червоного Прапора. Наказ Військової ради 8 гвардійської армії № 485/н від 17 лютого 1945 року.
- Орден Червоного Прапора . Наказ Військової ради 8 гвардійської армії № 629 / н від 15 травня 1945 року.
- Орден Червоного Прапора.
- Орден Суворова III ступеня. Наказ Військової ради 3 Українського фронту № 37/н від 21 квітня 1944 року.
- Орден Червоної Зірки. Наказ Військової ради Воронезького фронту № 19/н від 30 січня 1943 року.
- Медаль «За оборону Москви». Указ Президії Верховної Ради СРСР від 1 травня 1944 року.
- Ювілейна медаль «XX років Робітничо-Селянської Червоної Армії». Указ Президії Верховної Ради СРСР від 24 січня 1938 року.
- Медалі СРСР.
- Нагороджений орденами і медалями Польської Народної Республіки[3].

## Пам'ять

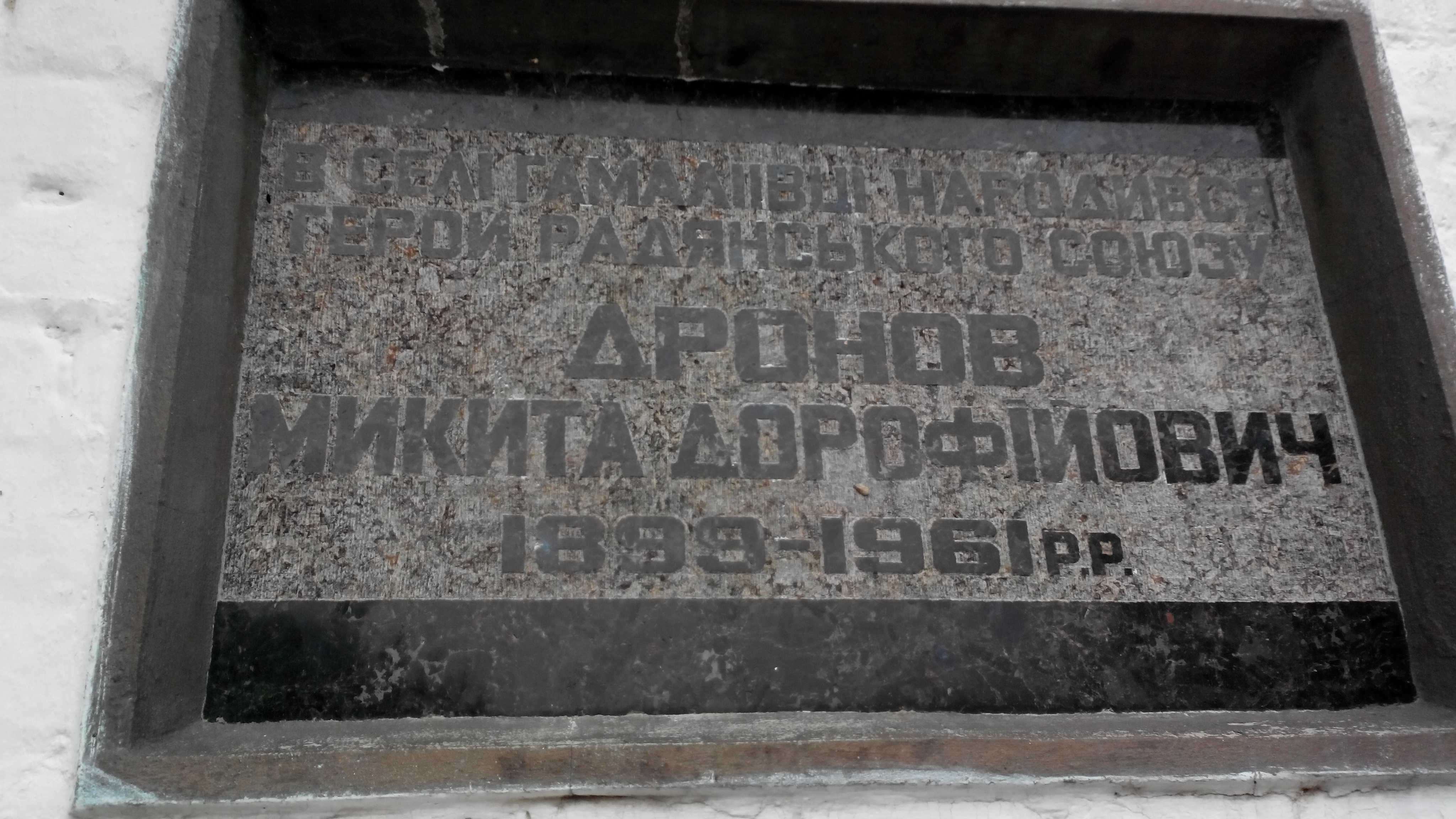
Меморіальна дошка на честь земляка — Героя Радянського Союзу М. Д. Дронова на будівлі Гамаліївської школи

- У рідному селі Герою встановлена меморіальна дошка, а піонерська дружина школи носила його ім'я.
- Одна з вулиць села Троїцьке Моздоцького району носить прізвище Дронова М. Д.
- У музеї історії школи і сім'ї Космодем'янських у гімназії № 201 м. Москви є матеріали, присвячені М. Д. Дронову[4].